# Соснин, Геннадий Александрович
Соснин Геннадий Александрович (1924—2007) — советский инженер-конструктор, ученый, специалист в области создания ядерных зарядов; лауреат Ленинской (1961 г.) и Государственной (1977 г.) премий, кандидат технических наук.
Геннадий Александрович Соснин работал в Российском Федеральном Ядерном Центре — Всероссийском Научно-Исследовательском Институте Экспериментальной Физики — РФЯЦ-ВНИИЭФ (г. Саров) 47 лет.

## Биография
Родился в семье почтового служащего. В 1941 году окончил школу в г. Молотове (с 1957 года — г. Пермь). В 1941 году был мобилизован на боеприпасный завод № 10 им. Ф. Э. Дзержинского, где работал шлифовщиком, конструктором — инструментальщиком. Без отрыва от производства окончил Молотовский механический техникум в 1943 году. В 1944 году Г. А. Соснин поступил в Московский институт боеприпасов (позднее — Московский механический институт, ныне — МИФИ). В 1949 году, по окончании института, ему было предложено обучаться в аспирантуре. Однако он попал под набор кадров для Советского атомного проекта, прошел спецкурсы, и 12.04.1950 года, был зачислен в штат КБ-11.
Начал трудовую деятельность в должности инженера технической инспекции, что дало ему возможность полнее представлять всю сложность создаваемых изделий, знание самих конструкций. В 1950—1951 годах Г. А. Соснин работал инженером, затем старшим инженером в отделе технической приемки специзделий. Участвовал в комиссии по приемке первого серийного заряда РДС-1 для атомной бомбы «501». Председателем комиссии был Зернов П. М..
С 1952 года Геннадий Александрович работал в конструкторском секторе 5.
В 1954 году был назначен руководителем группы, в 1955 году — заместителем начальника отдела, а с марта 1958 года — начальником отдела.
В это время Г. А. Соснин получает и свои первые награды: в 1954 году — орден «Знак Почета»; в 1956 году — орден Трудового Красного Знамени.
В 1959 году он был назначен начальником сектора 5 — ведущего сектора по конструированию зарядов.
В 1985 году Г. А. Соснин назначен заместителем главного конструктора — начальником отделения по разработке основных элементов и заряда в целом.
Начальником отделения Г. А. Соснин проработал 29 лет. В 1962 и 1971 годах он был ещё дважды награжден орденами Трудового Красного Знамени.
За работы по созданию новых образцов ядерного оружия в 1961 году Соснину Г. А. была присуждена Ленинская премия, в 1977 году за разработку и применение новых методов исследования — Государственная премия СССР.
В 1962 году он стал кандидатом технических наук.
За время работы в институте Г. А. Соснин трижды участвовал в проведении полигонных испытаний на УП-2 (Семипалатинск): в 1954 году — при воздушных испытаниях; в 1975 году — при проведении наземных испытаний и в 1987 году — при проведении подземных испытаний (руководитель испытания).
При разработке конструкций зарядов Г. А. Соснин уделял особое внимание исследованиям спецматериалов, используемых в конструкциях зарядов, осуществлению взаимосвязи по научным и техническим вопросам с внешними организациями.
Внёс значительный вклад практически во все разрабатываемые ядерные заряды. Принимал активное участие в разработке конструкций большинства переданных в серийное производство зарядов и их компонентов. Это были разработки «бинарных» систем, безопасных электродетонаторов, систем стабилизации параметров заряда. Он также занимался вопросами надежности конструкций, безопасности, технологичности, долговечности.
Г. А. Соснин вел научно-педагогическую работу в филиале МИФИ в г. Сарове.
Был членом НТС Министерства Среднего Машиностроения, членом НТС ВНИИЭФ, председателем НТС сектора.
Имел 9 свидетельств об изобретениях.
Избирался депутатом Саровского городского Совета.
Работая последние годы перед пенсией старшим, а затем ведущим научным сотрудником, Г. А. Соснин лично выпустил десять научно-технических работ, посвященных конструированию зарядов и истории их создания.